# 哈丁 (伊利諾伊州)
哈丁（英語：Hardin）是一個位於美國伊利諾伊州卡爾霍恩縣的城市。根據2010年美國人口普查，該地人口為967人，而該地的面積約為5.96平方千米。同時該地也是卡爾霍恩縣的縣治。

## 地理
哈丁的座標為39°09′30″N 90°37′06″W / 39.15833°N 90.61833°W，而該地的平均海拔高度為212米（即695英尺）。